# 洛朗斯·樊尚-拉普安特
洛朗斯·樊尚-拉普安特（法語：Laurence Vincent-Lapointe，1992年5月27日—），加拿大女子皮划艇运动员。她曾代表加拿大参加2020年夏季奥林匹克运动会皮划艇比赛，获得女子单人划艇200米银牌和女子双人划艇500米铜牌。